# Beaumont-les-Autels
 Beaumont-les-Autels  es una población y comuna francesa, en la región de  Centro, departamento de Eure y Loir, en el distrito de Nogent-le-Rotrou y cantón de Authon-du-Perche.

## Demografía
| 604 | 563 | 553 | 508 | 452 | 451 |
| Para los censos de 1962 a 1999 la población legal corresponde a la población sin duplicidades (Fuente: INSEE [Consultar]) |     |     |     |     |     |